# Knook
 (septembre 2023).
Knook est une paroisse civile et un village du Wiltshire, en Angleterre.